# Jardin paradisiaque
Pour plus de détails, voir Fiche technique et Distribution.
Jardin paradisiaque (The Greener Yard) est un dessin animé de la série des Donald produit par Walt Disney pour RKO Radio Pictures sorti le 14 octobre 1949.

## Synopsis
Un vieux criquet, vivant à côté de Donald Duck, explique à un jeune pourquoi le jardin de Donald n'a rien d'un paradis...

## Fiche technique
- Titre original : The Greener Yard
- Titre français : Jardin paradisiaque[1]
- Série : Donald Duck
- Réalisateur : Jack Hannah
- Scénario : Bill Berg et Milt Banta
- Animateur : Bill Justice, Volus Jones, Dan McManus et Judge Whitaker
- Layout : Yale Gracey
- Background : Ralph Hulett
- Musique: Oliver Wallace
- Voix : Clarence Nash (Donald) et Dink Trout (criquet)
- Producteur : Walt Disney
- Société de production : Walt Disney Productions
- Distributeur : RKO Radio Pictures
- Date de sortie : 14 octobre 1949[2]
- Format d'image : couleur (Technicolor)
- Son : Mono (RCA Photophone)
- Durée : 6 min
- Langue : (en)
- Pays de production :  États-Unis

## Voix françaises
- Sylvain Caruso : Donald Duck
- Jean-Claude Donda : Pépé le grillon

## Titre en différentes langues
D'après IMDb :
- Danemark : Farmand Bille fortæller
- Finlande : Puutarhan täystuho
- Suède : Kalle Anka i paradiset